# Clemensia russata
Clemensia russata là một loài bướm đêm thuộc phân họ Arctiinae, họ Erebidae.